# Sakkolampi
Sakkolampi är en sjö i Finland. Den ligger i kommunen Kuusamo i landskapet Norra Österbotten, i den nordöstra delen av landet, 600 km norr om huvudstaden Helsingfors. Sakkolampi ligger 218,7 meter över havet. Den ligger vid sjön Riitalampi. Arean är 26,7 hektar och strandlinjen är 2,87 kilometer lång. Sjön  ingår i Uleälvens huvudavrinningsområde. 